# Zemannite
La zemannite est une espèce minérale du groupe des oxydes et du sous-groupe des tellurites, de formule Mg0,5ZnFe3+(Te4+O3)3 • 4,5 H2O.

## Inventeur et étymologie
La zemannite fut mentionnée et décrite pour la première fois en 1961 par J. A. Mandarino, E. Matzat et S. J. Williams ; elle fut nommée ainsi en 1969 en l'honneur du Docteur Josef Zemann (1923-), cristallographe australien, professeur de minéralogie à l'Université de Vienne, en Autriche, spécialiste dans les minéraux de tellure.

## Topotype
- Moctezuma Mine (Bambolla Mine), Moctezuma, Mun. de Moctezuma, Sonora, Mexique[4]
- Les échantillons de référence sont déposés au Muséum national d'histoire naturelle de Paris, au Musée royal de l'Ontario de Toronto au Canada, ainsi qu'au National Museum of Natural History de Washington.

## Cristallographie

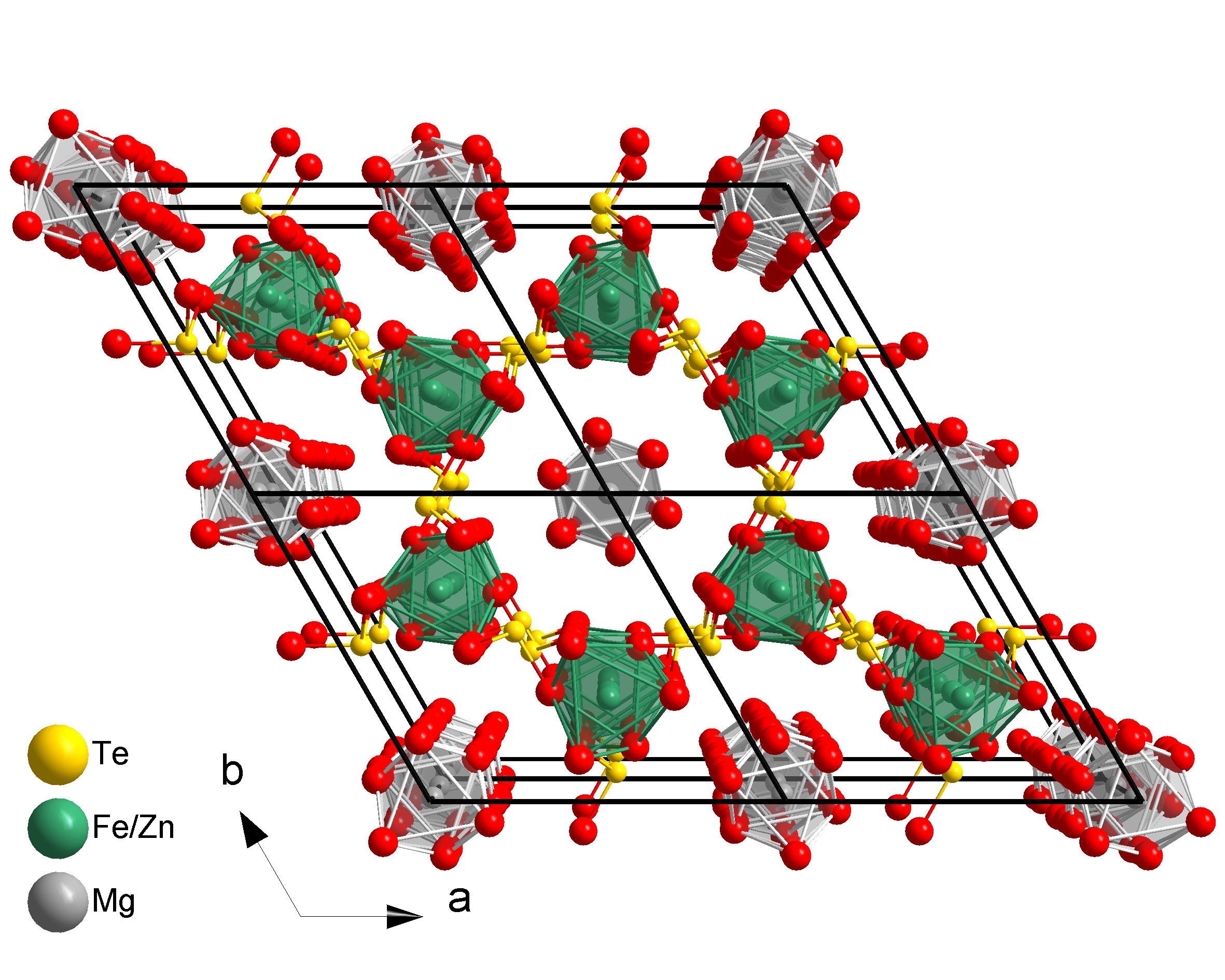
structure cristalline de la zemannite

- Paramètres de la maille conventionnelle : a = 9,404 Å, b = 7,636 Å, Z = 2, V = 585,87 Å3
- Densité calculée = 4,19

## Cristallochimie
La zemannite fait partie d'un groupe de minéraux isostructuraux : le groupe de la zemannite.

### Groupe de la zemannite
- Keystoneite Mg0,5[Ni2+Fe3+(Te4+O3)3] • 4,5 H2O; Groupe ponctuel: 6/m, Groupe d'espace: P63/m
- Kinichilite Mg0,5[Mn2+Fe3+(Te4+O3)3] • 4,5 H2O; Groupe ponctuel: 6/m, Groupe d'espace: P63/m
- Zemannite Mg0,5[Zn2+Fe3+(Te4+O3)3] • 4,5 H2O; Groupe ponctuel: 6/m, Groupe d'espace: P63/m

## Gîtologie
La zemannite est un rare minéral secondaire dans les zones oxydées des dépôts hydrothermaux d'or-tellure.

### Minéraux associés

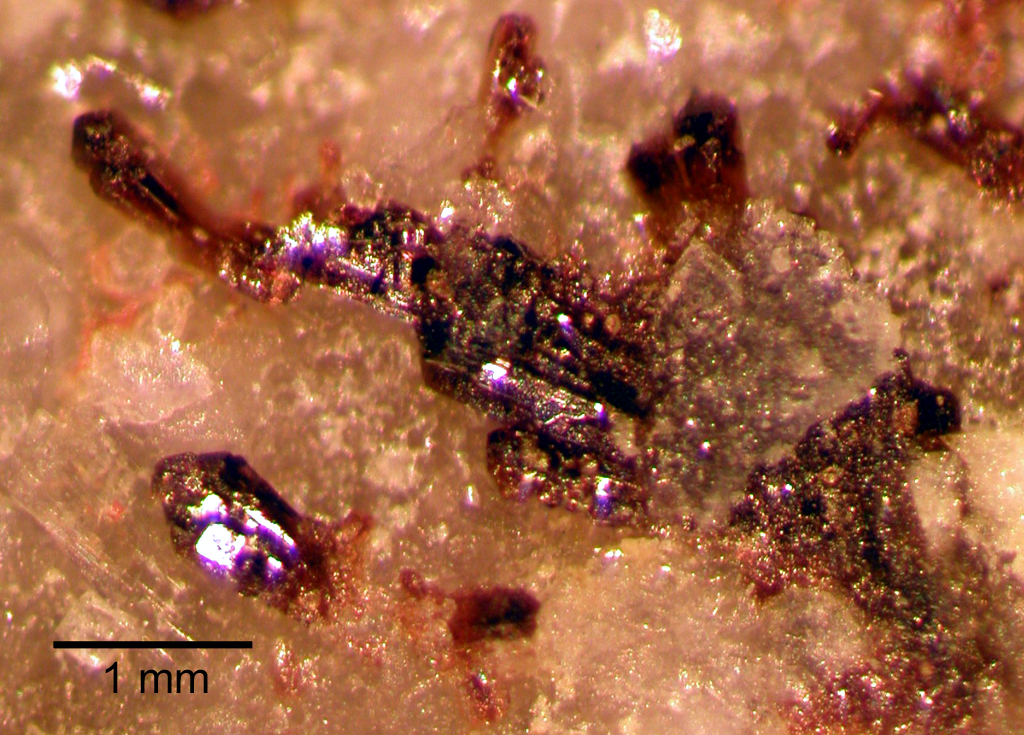
Cristaux de zemannite bruns associés avec de la paratellurite blanche de Moctezuma, Sonora, Mexique

- Tellure, tellurite, paratellurite, spiroffite, mroseite, sylvanite, calavérite

## Habitus
La zemannite se trouve sous la forme de cristaux hexagonaux, prismatiques ou aciculaires automorphes terminés sur {1011} et pouvant atteindre 1 millimètre.

## Gisements remarquables
- Belgique

Salmchâteau, Vielsalm, Massif de Stavelot, province de Luxembourg
- Japon

Kawazu mine (Rendaiji mine ; Rendaizi mine), Rendaiji, Shimoda, Préfecture de Shizuoka, Région du Chūbu, Honshū
- Mexique

Moctezuma Mine (Bambolla Mine), Moctezuma, Mun. de Moctezuma, Sonora